# 透明な季節
『透明な季節』（とうめいなきせつ）は、1982年にテレビ朝日系「土曜ワイド劇場」で放送されたテレビドラマ。主演は中野良子。

## キャスト
- 諸田薫（諸田の妻） - 中野良子
- 芦川高志（顕文館中学4年生） - 芦川誠
- 範子 - 高瀬春奈
- 堀（級長） - 佐久田脩
- 時川（刑事・芦川の友人の父） - 田村高廣
- 北上（英語教師・芦川の担任） - 中村嘉葎雄
- 諸田利平（少尉・顕文館中学配属の将校） - 泉谷しげる
- 山田昌人、宮廻夏穂、田口和政、稲葉年治、山田光一、神谷政浩、高月忠、五野上力、木村修、八木隆、高野隆志、川島静児、樋口雅一、森井正信、石橋蓮司、深江章喜、殿山泰司

## スタッフ
- 原作 - 梶龍雄『透明な季節』
- 脚本 - 柴英三郎
- 監督 - 藤田敏八
- 音楽 - 一柳慧
- プロデューサー - 佐伯明、池ノ上雄一、牧野秀幸、川田方寿
- 制作 - テレビ朝日、東映